# Second Fiddle
Second Fiddle er en amerikansk stumfilm fra 1923 af Frank Tuttle.

## Medvirkende
- Glenn Hunter som Jim Bradley
- Mary Astor som  Polly Crawford
- Townsend Martin som Herbert Bradley
- William Nally som Cragg
- Leslie Stowe som George Bradley
- Mary Foy som Mrs. Bradley
- Helena Adamowska